# Uralerpeton tverdochlebovae
Uralerpeton tverdochlebovae (лат.) — вид вымерших рептилиоморф из семейства хрониозухид, ископаемые остатки которых обнаружены в верхнепермских отложениях (вязниковская фауна, вятский ярус, 259,0—252,3 млн лет назад) Владимирской, Нижегородской и Оренбургской областей России. Типовой и единственный вид рода Uralerpeton. Видовое название дано в честь доктора геолого-минералогических наук, внс В. П. Твердохлебова.

## Описание
Крупный хрониозухид, реконструированная длина черепа от 25-35 см до 55 см. Туловищные щитки узкого типа (длина крыльев щитка превышает их ширину). Дорсальная поверхность щитков орнаментирована ячеистой скульптурой.
Отличается от Chroniosuchus, Jarilinus и Chroniosaurus большими размерами, узкими крыльями туловищных щитков, слиянием щитков с позвоночным нервным столбом. От Chroniosaurus и Jarilinus также отличается ячеистым дермальным скульптированием щитков.
Голотип ПИН, № 1100/8, туловищный щиток спинного панциря; Владимирская область, Вязники-2, колл. ПИН, № 1100; Нижегородская обл., Пурлы, колл. ПИН, № 1538; Архангельская область, колл. ПИН, № 4650; верхнетатарский подъярус, вятский горизонт.